# Graeteriella vandeli
Graeteriella vandeli – gatunek widłonoga z rodziny Cyclopidae. Nazwa naukowa tego gatunku skorupiaków została opublikowana w 1969 roku przez francuską zoolog Françoise Lescher-Moutoué.